# Internationella biblioteket

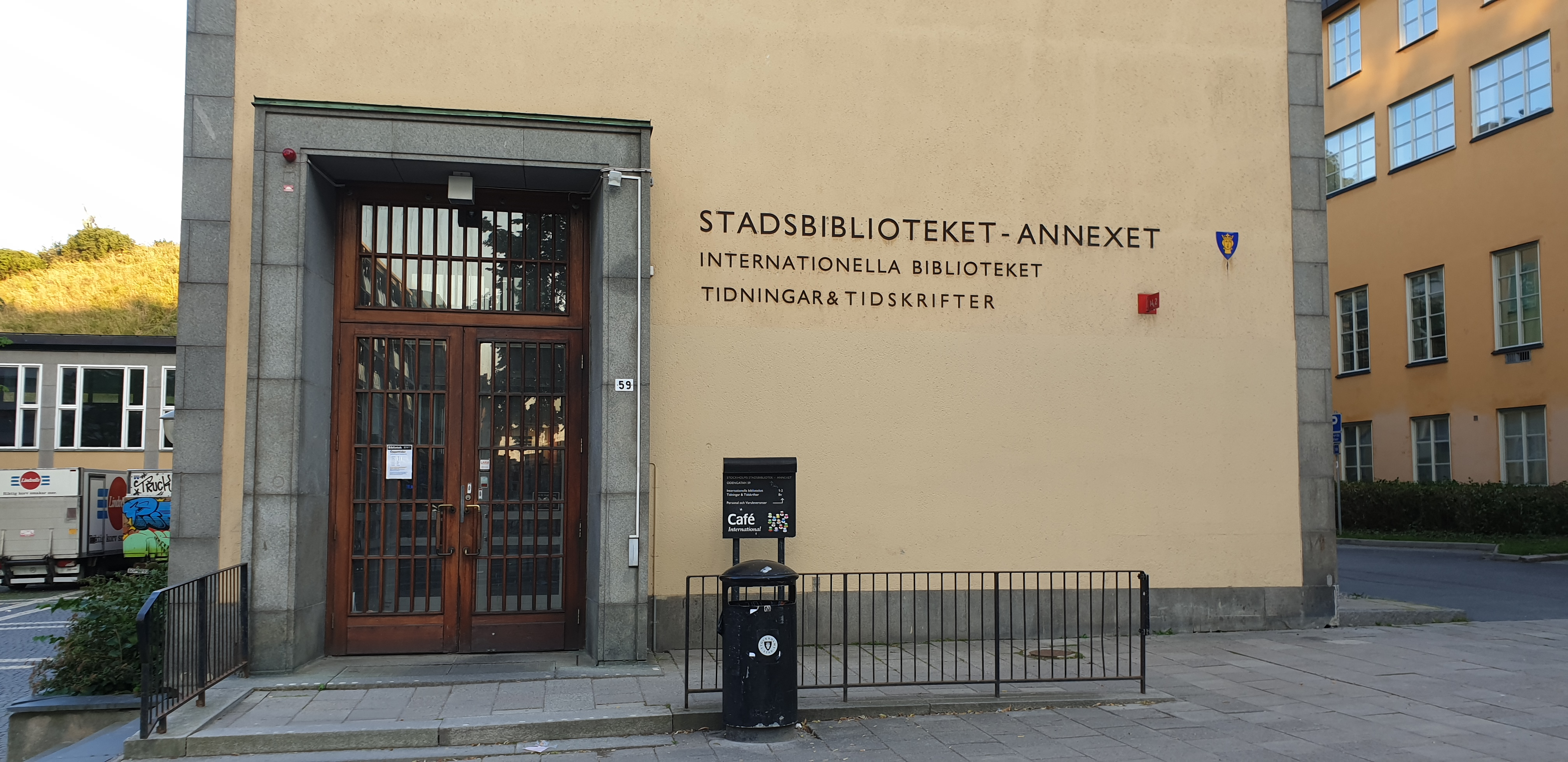
Entrén till den gamla Internationella biblioteket på Odengatan 59.

Internationella biblioteket (IB) är en del av organisationen Stockholms stadsbibliotek. Det är sedan början av 2020 en del av Kungsholmens bibliotek. Tidigare låg biblioteket på Odengatan 59 i Stockholm och hade då även ett statligt uppdrag att stödja de svenska folkbibliotekens mångspråkiga medieförsörjning.
Biblioteket är öppet för allmänheten. Den 1 mars 2021 öppnade Kungsholmens bibliotek - Internationella biblioteket efter att ha renoverats.

## Historik
När Internationella biblioteket låg i Annexet på Odengatan i Stockholm fanns cirka 200 000 böcker på mer än 100 olika språk. I samma byggnad, Annexet, fanns också Stockholms stadsbiblioteks tidnings- och tidskriftsavdelning. Byggnaden är ritad av Paul Hedqvist. 
Biblioteket hade fram till 2019 både ett publikt uppdrag inom Stockholm stadsbibliotek och det statliga uppdraget som lånecentral för att komplettera övriga Sveriges folkbibliotek när det gäller litteratur på olika språk. Biblioteket hade också ett konsultativt uppdrag gentemot landets kommunbibliotek och gymnasieskolebibliotek. Kungliga biblioteket var samarbetspartner. Organisationsförändringen som beslutades innebar att det publika uppdraget som en del av Stockholms stadsbibliotek och det statliga uppdraget separerades. I och med detta flyttade Internationella biblioteket till Kungsholmens bibliotek medan lånecentralen flyttade till lokaler på Stockholms stadsarkiv Liljeholmskajen.
Beslutet att flytta Internationella biblioteket möttes av protester.